# Оукдејл (Илиноис)
Оукдејл (енгл. Oakdale) град је у америчкој савезној држави Илиноис.

## Демографија
По попису из 2010. године број становника је 221, што је 8 (3,8%) становника више него 2000. године.
| Група             | 2000.       | 2010.       |
| Белци             | 206 (96,7%) | 212 (95,9%) |
| Афроамериканци    | 0 (0,0%)    | 0 (0,0%)    |
| Азијати           | 0 (0,0%)    | 0 (0,0%)    |
| Хиспаноамериканци | 0 (0,0%)    | 9 (4,1%)    |
| Укупно            | 213         | 221         |